# Ptychomniella
Ptychomniella là một chi rêu trong họ Ptychomniaceae.